# Malva weinmanniana
Malva weinmanniana är en malvaväxtart som först beskrevs av Wilibald Swibert Joseph Gottlieb von Besser och Heinrich Gottlieb Ludwig Reichenbach, och fick sitt nu gällande namn av John Godfrey Conran. Malva weinmanniana ingår i Malvasläktet som ingår i familjen malvaväxter. Inga underarter finns listade i Catalogue of Life.